# بلقاء رخوة الأزهار
بلقاء رخوة الأزهار (الاسم العلمي:Melaleuca laxiflora) هو نوع من النباتات يتبع جنس البلقاء من فصيلة الآسية.